# Molepolole
Molepolole je treći po veličini grad u Bocvani, sjedište distrikta Kweneng. Nalazi se blizu granice s JAR-om, 50 km sjeverozapadno od glavnog grada Gaboronea, na nadmorskoj visini od preko 1100 m. Obično se smatra ulazom u pustinju Kalahari.
Godine 2001. Molepolole je imao 54.561 stanovnika.

## Vanjske poveznice

### Ostali projekti
|  | Zajednički poslužitelj ima još gradiva o temi Molepolole |